# Cal Paraire (Espinelves)
Cal Paraire és una masia d'Espinelves (Osona) inclosa a l'Inventari del Patrimoni Arquitectònic de Catalunya.

## Descripció
Edifici civil. Masia de planta rectangular de 12 x 10 m, coberta a dues vessants i amb el carener paral·lel a la façana, situada a migdia. Consta de planta baixa i un pis. La façana presenta un cos adossat a la part dreta, formant una L (6 x 11) i cobert a tres vessants. La part més reculada descriu un portal rectangular a la planta baixa i una finestra al primer pis. La façana oest presenta dos portals rectangulars i quatre finestres a la planta baixa i quatre finestres amb ampit motllurat al pis i un rellotge de sol esgrafiat a l'angle superior Sud-oest. Al mig d'aquest mur hi ha un contrafort. A la façana nord presenta tres finestres al primer pis i la façana est presenta dos portals a la planta baixa i quatre finestres al primer pis. La casa és molt gran, amb diverses etapes constructives que dificulten la descripció.

## Història
Masia molt a prop del nucli, situada al barri de la Creu, en la que s'endevinen diversos habitatges. Pel topònim "Paraire", podem pensar que hi havia hagut artesans que es dedicaven a rentar i manipular la llana, lloc òbviament idoni per aquesta feina donat que es troba molt a prop de la riera d'Espinelves. Com altres masies del terme, suposem la seva construcció en l'època d'expandiment del nucli, entre els segles xvii i xviii, i que segurament degué ser reformada i ampliada e diverses etapes, com bé ho demostra la data del rellotge de sol del segle xix.